# Военно-полевые железные дороги
Военно-полевые железные дороги — узкоколейные железные дороги, строившиеся во время войн для переброски и снабжения войск.

## Предыстория
Во время осады Севастополя в 1855 году британцы решили соорудить железную дорогу от Балаклавы к позициям своих войск. Балаклавская железная дорога сыграла значительную роль в успешной осаде союзниками Севастополя. 
Затем специально построенным в полевых условиях железнодорожным полотном воспользовались — практически одновременно — русские и французы в 1881 году. В кампании против текинцев войска генерала Скобелева проложили прямо по песку железную дорогу шириной в 500 мм, которую затем использовали для подвоза амуниции и продовольствия. Французские военные инженеры тянули линию такой же колеи вслед за наступающей в Тунисе армией, подвозя по ней, кроме прочего снаряжения, тяжёлые артиллерийские орудия весом в три — 9 тонн.
Несколько ранее, в 1878 году, когда после Берлинского трактата Австро-Венгрия заняла Боснию, её Королевская Императорская военная железная дорога (k. u. k. Heeresbahn) протянула путь от Босански-Брода до Зеницы. Построенная железная дорога с шириной колеи в 760 мм весьма скоро превратилась в полноценную узкоколейную дорогу для гражданских нужд, однако военно-полевой её назвать нельзя, ибо её строительство пришлось не на военное время и для снабжения сражающейся армии полотно дороги не использовали.
Упомянутые русскую и французскую железные дороги также не принято называть военно-полевыми, поскольку на них использовали не паровую, а конную тягу. В зарубежных и отечественных источниках перед Первой мировой войной для их обозначения часто использовали термин «Переносная железная дорога» (Portable Railway), но большее распространение в России для такого рода путей сообщения получило наименование «конно-полевая железная дорога». Возникновением военно-полевых железных дорог в собственном смысле этого слова следует считать 1888 год, когда во Франции появился первый локомотив для такого рода «переносных» военных дорог: паровоз Пешо-Бурдона. Примерно в это же время появился и дековилевский восьмитонный военный танк-паровоз.
Полотно военно-полевых дорог стали прокладывать по системе французского инженера Дековиля: из готовых рельсовых элементов, разработанных им в 1875 году. Такие элементы легко укладывались и также легко снимались, путь при этом часто получался неровным, но мягкой езды военным и не требовалось. В странах Антанты Дековилевская колея шириной в 500, 600 или 750 мм использовалась непосредственно, в Германской империи и Австро-Венгрии же создали собственную систему готовых элементов — Коппеля и Дольберга соответственно, — которая, тем не менее, использовала всё тот же Дековилевский принцип модульности. Россия использовала одновременно и Дековилевскую систему, и австрийскую, модифицированную российским инженером Яловецким — Дольберга-Яловецкого.
Переносные железные дороги предполагалось использовать и в крепостях, но «боевое крещение» они получили именно в полевых условиях: Франция применила дековилевские дороги при вторжениях на Мадагаскар в 1895 году и во время танжерского кризиса в Марокко в 1905 году Примерно в это же время военно-полевые дороги были впервые использованы и Германией: при подавлении Боксёрского восстания в 1900 году и при аналогичных действиях в 1904 году в Германской Юго-Западной Африке.

## Первая мировая война
В начале Первая мировая война была манёвренной и на востоке, и на западе — до декабря 1914 года, когда войска начали закапываться в землю, — и использование военно-полевых железных дорог было минимальным. В битве на Марне подкрепления подвозили обычными железными дорогами или использовали автомобили (Марнское такси), Россия же в Восточной Пруссии и Галиции военно-полевые дороги применяла, но их было совершенно недостаточно — 900 км на всю страну, включая её азиатскую часть — для столь обширной территории. Кроме того, большая их часть в европейской России располагалась не в зонах главных ударов, поэтому обходились обычными железными дорогами и гужевым транспортом. Единственным местом, где строительство военно-полевых дорог в 1914 году сразу пошло полным ходом — занятая русскими войсками Галиция. Так как движение по путям проложенной там стефенсоновской колеи было затруднительно, Юго-Западный фронт начал перешивать их на колею русскую: линия Владимир-Волынск—Сокаль—Каменка—Львов, — и строить сеть военно-полевых железных дорог.
Настоятельная же потребность в военно-полевых дорогах впервые возникла в 1915 году, когда в марте из-за нехватки снарядов захлебнулось британское наступление при Нев-Шапеле. Тогда их начали возводить на Западном фронте повсеместно и уже в апреле военно-полевые дороги снабжали войска Антанты в обороне: битва при Ипре, — а осенью 1915 г. и в наступлении: Третья битва при Артуа в Шампани. Той же осенью железнодорожные соединения союзников отправились возводить военно-полевые дороги в Салоники.
В России начало активного развития сети военно-полевых дорог следует датировать осенью того же 1915 года, когда закончилось русское отступление, начавшееся весною после Горлицкого прорыва и фронт наконец стабилизировался. С этого времени и до выхода её из войны в 1917 году железнодорожные войска протянули в общей сложности 2000 км конно-полевых и 1950 км военно-полевых дорог, из которых около 250 км были на мотовозной тяге. Германия же, активно строившая военно-полевые дороги (Heeresfeldbahn) на Западном фронте, на Восточном в первое время с гораздо большим усердием перешивала русскую колею на стефенсоновскую (европейскую), чтобы использовать свой подвижной состав на оккупированных территориях. Австро-Венгрия в самом конце 1915 г. построила 20-километровую военно-полевую дорогу в горах Южного Тироля, соединив городки Предаццо и Ауэр, которую использовала до самого конца войны против итальянских войск. Примечательно, что на этой 750-мм линии было пробито 6 тоннелей и возведено 14 больших мостов.
Столь активное строительство военно-полевых дорог вызвало у стран Антанты нехватку военных локомотивов. В дополнение к уже существовавшим 320 паровозам Франции пришлось разместить заказы на новый подвижной состав в США и Англии. В начале 1916 г. из США начали поступать Пешо-Бурдоны, а из Англии — дековилевские локомотивы, названные паровозами Жоффра. В это же время на военно-полевых линиях начали использовать военные мотовозы, работавшие на газолине, что привело к удешевлению перевозок. Кроме того, паровозы в прифронтовой полосе выдавали своё местоположение клубами дыма, что облегчало пристрелку вражеской артиллерии, локомотивы же с двигателями внутреннего сгорания были лишены этого недостатка.
Стоит также отметить активное и масштабное строительство военно-полевых дорог на оккупированной территории Османской империи в течение войны на Кавказском фронте (см. Закавказская железная дорога).
В 1916 году военно-полевые дороги успешно снабжали наступающих и обороняющихся в битве при Вердене и английском наступлении на Сомме, куда, помимо прочего снаряжения, впервые доставили танки. Амуниция, продовольствие и снаряды выгружались на станциях обычных железных дорог, по военно-полевым линиям доставлялись на устроенные под открытым небом склады и оттуда уже по мере надобности подвозились в прифронтовую зону. Туда же в специальных танкерных вагонах везли питьевую воду. Обычно военно-полевые дороги заканчивались в пяти километрах от боевых порядков, чтобы быть вне досягаемости артиллерийского огня. Обратно везли раненых, а по рокадным линиям войска перебрасывали с одного участка фронта на другой.
На востоке дела обстояли по-другому: русские войска в своих тылах имели довольно разветвлённую сеть военно-полевых (в том числе и конно-полевых) дорог, но главные линии железных дорог работали, по сравнению с германскими, неудовлетворительно, по поводу чего, например, писал ген. Брусилов: «Что касается получения двух корпусов в подкрепление, то по нашим железным дорогам их будут везти бесконечно и нарушат подвоз продовольствия, пополнений и огнестрельных припасов моим армиям;… За это время противник по своей железнодорожной сети и со своим многомиллионным подвижным составом по внутренним линиям может подвезти против меня целых десять корпусов, а не два.» Перед Луцким прорывом 1916 года военно-полевых дорог в зоне операции русская армия построила около десятка, они исправно снабжали наступающие войска снарядами, а по стабилизации фронта военные инженеры тотчас начали возводить новые. Две из них были горными, проложенными в Карпатах между деревнями Выжница и Яблоница, а также Яблоница и Усцерики. Использовалась на них конная тяга.
В 1917 году русские железные дороги практически коллапсировали, а в следующем, 1918, году их северо-западная часть оказалась на территориях новых государств. Вместе с дорогами русской колеи в их собственность отошли немецкие и русские военно-полевые железные дороги: в Литве — многочисленные германские ветки с колеёй в 600 мм, построенные за 3 года оккупации, в Латвии — немецкие 600 мм линии возле Виндавы и русские 750 мм в Лифляндии. В 1919 г. Германия официально передала железнодорожную сеть Латвии и Литвы, в том числе, и оставшиеся военно-полевые дороги, соответствующим государствам, после чего они частью были разобраны, а частью приспособлены для гражданских нужд.
Тем временем противостояние на Западном фронте продолжалось, поглощая всё больше ресурсов, которые доставлялись на позиции преимущественно военно-полевыми железными дорогами. Загруженность последних росла чрезвычайно быстро: если весной 1917 г. для снабжения одной армии при наступлении под Аррасом англичане подвозили 500 т груза, то в сентябре это число увеличилось до 6000 т. В ноябре 1917 г. началась битва при Камбре, в которой англичане впервые массово применили танки. 381 танк был доставлен железнодорожными платформами в прифронтовую полосу, затем машины выгрузили и они своим ходом, по насыпи военно-полевой дороги, отправились к передовым линиям. Весной и в середине лета 1918 г. состоялись последние крупные наступления германской армии, во время которых военно-полевые железные дороги Антанты были в значительной мере разрушены или захвачены. Когда же в августе последовало контрнаступление союзников, завершившее в ноябре войну, военно-полевые дороги на освобождённых землях не восстанавливались — все силы были брошены на реконструкцию железных дорог обычной колеи. После войны военно-полевые железные дороги во Франции были разобраны, а их оборудование и подвижной состав частично распроданы.

## Вторая мировая война
Изначально на театрах военных действий и в крепостных сооружениях применялись лёгкие разборные комплекты фирмы Дековиля колеи 500 мм. Позднее стали строиться дороги с шириной колеи 600 и 750 мм. При этом конструкция пути стала ближе к конструкции «больших» железных дорог. Это было связано с тем, что осевая нагрузка у используемого подвижного состава, прежде всего паровозов (а впоследствии и автомобилей на железнодорожном ходу, Unimog-ов) была существенно выше.
Путь укладывался на невысокую балластную призму (20 — 30 см). Верхнее строение пути у полевых железных дорог, применявшихся вермахтом во время Второй мировой войны, состояло из трёх типов модулей. Это «прямые», «кривые» и «стрелочные переводы». Каждый из модулей был 4 типоразмеров. Таким образом достигалась простота постройки железных дорог в условиях прифронтовой полосы. В качестве локомотивов на полевых железных дорогах вермахт применял танк-паровозы «Brigadelok», полувагоны «Brigadewagen», пассажирские вагоны.
Для устройства железных дорог Вермахт привлекал организацию Тодта.